# City of Knox
City of Knox är en kommun (local government area) i Australien. Den ligger i delstaten Victoria, omkring 28 kilometer öster om delstatshuvudstaden Melbourne. Vid 2021 års folkräkning hade kommunen 159 103 invånare.
Följande samhällen finns i Knox:
- Rowville
- Ferntree Gully
- Boronia
- Wantirna South
- Wantirna
- Bayswater
- Knoxfield
- Scoresby
- The Basin